# Aqmol
Das Dorf Aqmol (kasachisch Ақмол; russisch Акмол Akmol) ist das Verwaltungszentrum des Bezirks Zelinograd im Gebiet Aqmola ist. Es liegt im Norden Kasachstans 17 km von der Hauptstadt Astana entfernt.
Zuerst als Lager für politische Häftlinge errichtet, war dieser „Sechsundzwanzigste Punkt“, wie das Lager ab 1938 offiziell bezeichnet wurde, bis 1953 ein Teil des Lagersystems Gulag. Danach hieß der Ort bis 2007 Malinowka. Heute steht in Aqmol ein Monument zum Gedenken an die Opfer von politischer Repression und des Totalitarismus.

## Sehenswürdigkeiten

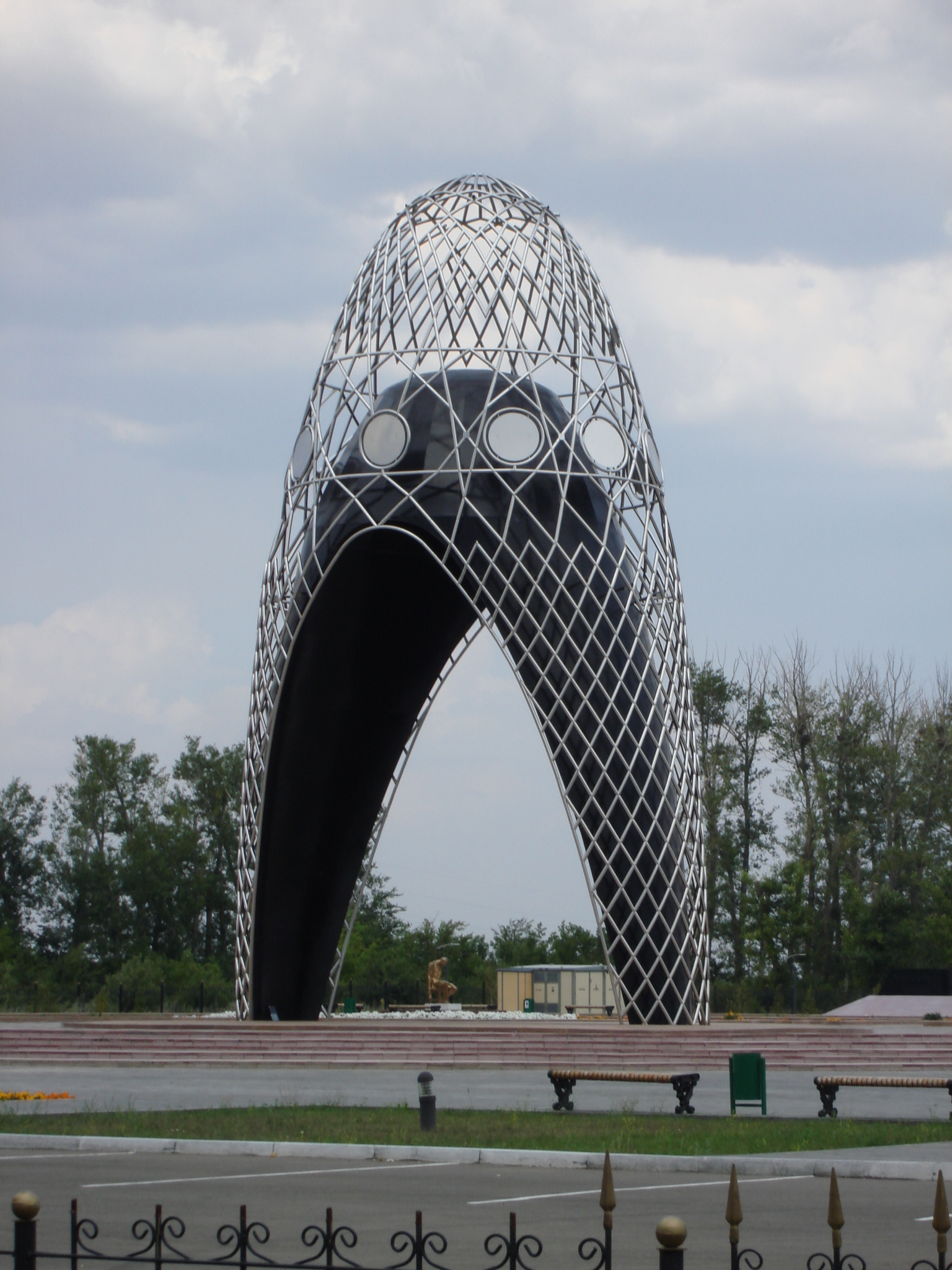
Monument Bogen der Trauer

Das Monument zum Gedenken der Opfer von politischer Repression und des Totalitarismus liegt im Nordwesten von Akmol. Das Areal des Monuments teilt sich in vier Abschnitte:
- Museum
- Monument Bogen der Trauer
- zwei Skulpturen
- Gedenkwand

Im Zentrum von Aqmol befindet sich ein Platz, der an die im Zweiten Weltkrieg gefallenen Soldaten erinnert.

## Wirtschaft
Das einzige große Unternehmen des Ortes stellt Geflügelprodukte her und hat etwa 500 Beschäftigte.